# Ot Hoffmann
Ot Hoffmann (* 6. Juni 1930; † 17. Mai 2017 in Darmstadt) war ein deutscher Architekt und Autor.

## Leben und Wirken
Hoffmann studierte Architektur an der TH Darmstadt. Seit 1956 wirkte er als freischaffender Architekt und Städtebauer in Darmstadt. 1960 wurde er vereidigter Sachverständiger für Hochbau.
Architektonisches Hauptwerk von Ot Hoffmann ist das Experimentalhaus „Baumhaus“, ein begrüntes Terrassenhaus in der Darmstädter Innenstadt, das als Pionierbauwerk der Gebäudebegrünung gilt und in dem Hoffmann selbst wohnte und sein Architekturbüro unterhielt.
Zusätzlich zu seiner Tätigkeit als Architekt war Hoffmann auch schriftstellerisch tätig. Neben architektonischen und ökologischen Themen befasste er sich auch mit der Kleidung des Menschen.
Ot Hoffmann war Mitglied des Deutschen Werkbundes.
Das Architekturbüro wird vom Sohn Pan Hoffmann an der alten Adresse im Darmstädter „Baumhaus“ fortgeführt.

## Publikationen
- Der Keller, das neuentdeckte Wohngeschoss (Ullstein Verlag, 1963)
- Oeko-Architektur – Bauen mit der Natur (Deutscher Werkbund, 1979)
- Neue urbane Wohnformen – Gartenhofhäuser, Teppichsiedlungen, Terrassenhäuser, mit Christoph Repenthin, (Ullstein Verlag, 1965)
- Kleidung statt Mode (Fischer-Taschenbuch, 1983)
- Handbuch für begrünte und genutzte Dächer (Verlagsanstalt A.Koch, 1987)
- Ex und hopp – das Prinzip Wegwerf. Eine Bilanz mit Verlusten (Anabas Verlag, 1989)

## Bauten (Auswahl)
- 1970–72: Darmstadt, Schleiermacherstraße 8 („Baumhaus“)[2]
- 1995: Frankfurt am Main, Isenburger Schneise („Stadtwaldhaus“)[3]